# Heterocithara granolirata
Heterocithara granolirata is een slakkensoort uit de familie van de Mangeliidae. De wetenschappelijke naam van de soort is voor het eerst geldig gepubliceerd in 1944 door Powell.